# Òxid d'estronci
L'òxid d'estronci és un compost amb fórmula química SrO. Es forma quan l'estronci reacciona amb l'oxigen en presència d'aire.

## Preparació
La crema d'estronci dona una mescla d'òxid d'estronci i nitrur d'estronci. També es forma a partir de la descomposició de carbonat d'estronci (SrCO₃). És un òxid fortament bàsic.

## Aplicacions
Al voltant del 8% en pes del vidre del tub d'imatge d'un televisor conté aquesta substància, la qual va ser àmpliament utilitzada amb aquest propòsit a partir de 1970. Els televisors en color i altres dispositius que contenen tubs de rajos catòdics en color venuts als Estats Units estaven obligats per llei a utilitzar estronci en la placa frontal per bloquejar l'emissió de rajos X, si bé aquests televisors ja no es fabriquen. L'òxid de plom es pot utilitzar en el coll i embut, però causa la decoloració quan s'utilitza en la placa frontal.

## Reaccions
Es pot obtenir estronci elemental escalfant òxid d'estronci amb alumini en condicions de buit.